# Cristian David Núñez
Cristian David Núñez Vázquez (Itapé, Paraguay; 12 de agosto de 2000) es un futbolista paraguayo. Juega de mediocampista en el Huracán de la Primera División de Argentina.

## Trayectoria
Cristian Nuñez pasó de la reserva y debutó el 7 de octubre de 2020 con el equipo mayor del Club Atlético Huracán en un amistoso enfrentando al Talleres de Córdoba jugando de titular en ese partido. El 29 de octubre de 2020 firmó contrato con el Club Atlético Huracán hasta finales del año 2023.

## Clubes
| Club                      | País      | Año       |
| ------------------------- | --------- | --------- |
| C.A Huracán               | Argentina | 2020-     |
| Tristán Suárez (Cedido)   | Argentina | 2022-2023 |
| Deportivo Madryn (Cedido) | Argentina | 2023      |
| Chaco For Ever (Cedido)   | Argentina | 2024      |